# Repentigny (distrito electoral)

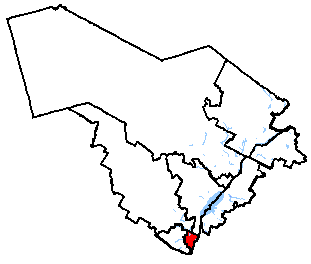
Repentigny-Centro de Quebec.

Repentigny es un distrito electoral federal ubicado en Quebec, Canadá. Ha sido representado en la Cámara de los Comunes de Canadá desde 1997. Consiste en el mismo territorio que el Municipio regional de condado de L'Assomption, es decir, las ciudades de Charlemagne, L'Assomption, L'Épiphanie y Repentigny.

## Historia
Fue creado en 1996 con partes de los distritos de Joliette y de Terrebonne—Blainville.

### Miembros del parlamento
- 1997-2006: Benoît Sauvageau, Bloc Québécois.
- 2006-2008: Raymond Gravel, Bloc Québécois.
- 2008-2011: Nicolas Dufour, Bloc Québécois.
- 2011-presente: Jean-François Larose, Nuevo Partido Democrático.

- Datos: Q3427232